# Joseph Fitz Randolph
Joseph Fitz Randolph (* 14. März 1803 in New York City; † 20. März 1873 in Jersey City, New Jersey) war ein US-amerikanischer Jurist und Politiker. Zwischen 1837 und 1843 vertrat er den Bundesstaat New Jersey im US-Repräsentantenhaus.

## Werdegang
Noch in seiner Kindheit kam Joseph Randolph mit seinen Eltern nach Piscataway in New Jersey. Er besuchte sowohl öffentliche als auch private Schulen. Nach einem anschließenden Jurastudium und seiner 1825 erfolgten Zulassung als Rechtsanwalt begann er in Freehold in diesem Beruf zu arbeiten. Mitte der 1830er Jahre war er Staatsanwalt im Monmouth County. Politisch schloss sich Randolph der Whig Party an. Bei den Kongresswahlen des Jahres 1836 wurde er im 1. Kongresswahlbezirk von New Jersey in das US-Repräsentantenhaus in Washington, D.C. gewählt, wo er am 4. März 1837 die Nachfolge von William Chetwood antrat. Nach zwei Wiederwahlen konnte er bis zum 3. März 1843 drei Legislaturperioden im Kongress absolvieren. Zwischen 1839 und 1841 war er Vorsitzender des Ausschusses, der sich mit Ansprüchen aus der Zeit der amerikanischen Revolution befasste. Im Jahr 1842 verzichtete Randolph auf eine weitere Kongresskandidatur.
Er zog 1843 nach New Brunswick, wo er als Anwalt praktizierte. Im Jahr 1844 war er Delegierter auf einer Versammlung zur Überarbeitung der Verfassung von New Jersey. Gleichzeitig gehörte er einer Kommission zur Revision der Staatsgesetze an. 1845 zog er nach Trenton. Zwischen 1845 und 1852 amtierte Joseph Randolph als Richter am New Jersey Supreme Court. Im Frühjahr 1861 nahm er als Delegierter an einer erfolglosen Konferenz in der Bundeshauptstadt Washington teil, auf der der Ausbruch des Bürgerkrieges verhindert werden sollte. Seit 1864 lebte Randolph in Jersey City, wo er am 20. März 1873 verstarb.